# آرثر دانيال هيلي
آرثر دانيال هيلي (بالإنجليزية: Arthur Daniel Healey)‏ (و. 1889 – 1948 م) هو سياسي، ومحام، وقاض من الولايات المتحدة الأمريكية ولد في سومرفيل.
وهو عضو في الحزب الديمقراطي الأمريكي .

## التعليم
تعلم في دارتموث.